# MEVZA liga za žene 2012./13.
MEVZA liga za žene 2012./13. je bilo osmo izdanje Srednjeeuropske (MEVZA) lige u odbojci u ženskoj konkurenciji. Sudjelovalo je devet klubova iz Austrije, Hrvatske, Mađarske, Slovačke i Slovenije, a ligu je drugi put zaredom osvojila ekipa Nova KBM Branik iz Maribora.

## Sudionici
- ASKÖ Linz Steg - Linz
- SVS Post - Schwechat
- Rijeka - Rijeka
- Split 1700 - Split
- Teva GRC - Gödöllő
- Doprastav - Bratislava
- Slavia Ekonomická univerzita - Bratislava
- Calcit - Kamnik
- Nova KBM Branik - Maribor

## Ljestvica i rezultati

### Ljestvica
| mj | klub             | ut | pob | por | set+ | set– | bod |            |
| -- | ---------------- | -- | --- | --- | ---- | ---- | --- | ---------- |
| 1. | SVS Post         | 16 | 13  | 3   | 41   | 18   | 37  | Final four |
| 2. | Calcit           | 16 | 12  | 4   | 41   | 18   | 36  | Final four |
| 3. | Nova KBM Branik  | 16 | 12  | 4   | 39   | 18   | 35  | Final four |
| 4. | Slavia EU        | 16 | 9   | 7   | 32   | 23   | 29  | Final four |
| 5. | Doprastav        | 16 | 9   | 7   | 34   | 26   | 27  |            |
| 6. | Rijeka           | 16 | 9   | 7   | 32   | 28   | 26  |            |
| 7. | ASKÖ Linz-Steg   | 16 | 4   | 12  | 18   | 37   | 14  |            |
| 8. | Teva GRC Gödöllő | 16 | 4   | 12  | 17   | 38   | 12  |            |
| 9. | Split 1700       | 16 | 0   | 16  | 0    | 48   | 0   |            |

### Final four
Igran u Mariboru 9. i 10. ožujka 2013.
| klub1         | rez           | klub2           |
| poluzavršnica | poluzavršnica | poluzavršnica   |
| ------------- | ------------- | --------------- |
| SVS Post      | 3:0           | Slavia EU       |
| Calcit        | 1:3           | Nova KBM Branik |
|               |               |                 |
| za 3. mjesto  |               |                 |
| Slavia EU     | 0:3           | Calcit          |
|               |               |                 |
| za pobjednika |               |                 |
| SVS Post      | 0:3           | Nova KBM Branik |

## Poveznice i izvori
- MEVZA 2012./13., konačni poredak
- MEVZA 2012./13., ljestvica ligaškog dijela
- MEVZA 2012./13., rezultati ligaškog dijela
- MEVZA 2012./13., statistike ligaškog dijela
- MEVZA 2012./13., rezultati Final Foura
- MEVZA 2012./13., raspored Final Foura
- MEVZA 2012./13. - igračke statistike Final Foura